# 芦田信守
芦田 信守（あしだ のぶもり）は、戦国時代から安土桃山時代にかけての武将。信濃国芦田城主。

## 略歴

### 出自
芦田氏は信濃の土豪・依田氏の一族であり、元々は独立した国人領主であったが、室町時代においては、在府と在地に分かれ、在府は評定衆、奉行衆、奉公衆を建武年間から文明年間まで任命され、在地においては守護代・大井氏に臣従していた。
信守の事績に関しては『依田記』の記載に基づくものが多く、丸島和洋は事実としてそのまま受け入れてよいか慎重な検討を要するとしている。また信守は天正壬午の乱で活躍する依田信蕃の父として知られているが、信守と信蕃の親子関係についても信憑性に問題があり事実かどうかは不明である。

### 事績
天文10年（1541年）、武田信虎は諏訪頼重と共に小県郡に侵入。諏訪頼重は帰路に芦田城に侵攻し、10歳に満たない幼少の信守を生け捕りにし、主従関係を誓わせる（諏訪上社御頭之日記）。しかし翌天文11年（1542年）、諏訪頼重が武田晴信に自害させられ、以後は甲斐武田氏に仕え、信濃先方衆として活躍した。
武田氏配下においては騎馬150騎持ちで知行も10000貫文であったらしく、かなりの大身であったという。永禄4年（1561年）の第四次川中島の戦いでは妻女山攻撃に参加して奮戦した。同7年（1564年）には前山伴野氏の伴野信直と所領問題を巡り訴訟を起こし、敗訴した。同9年（1566年）武蔵国御嶽城の在番を子の依田信蕃と共に務め、同11年（1568年）の駿河国薩埵峠の戦いに参陣した。元亀3年（1572年）、信玄が東海道を侵攻すると（西上作戦）美濃に侵攻し、明智遠山宗叔を討ち取った。
信玄の死後は武田勝頼に仕えて遠江国二俣城に入城する。天正3年（1575年）、長篠の戦いで勝利した徳川家康に二俣城を包囲される中、城中で死去した。